# Ptilidium ciliare
Das Lebermoos Ptilidium ciliare, auch unter der deutschen Bezeichnung Behaartes Federchen-Lebermoos, Großes oder Sand-Federchen-Lebermoos bekannt, ist ein Vertreter der beblätterten Lebermoos-Ordnung Ptilidiales. Da das Moos nur selten Sporogone ausbildet, wird es vermutlich als Zweig oder als Bruchstück in der offenen Landschaft durch Wind oder in Wäldern auch an Tieren haftend verbreitet. Die Art verträgt eine längere Austrocknung. Es gehört zu den poikilohydrischen Moosen. Durch die feinen Härchen können sie rasch Nebel- oder Tautröpfchen aufnehmen.

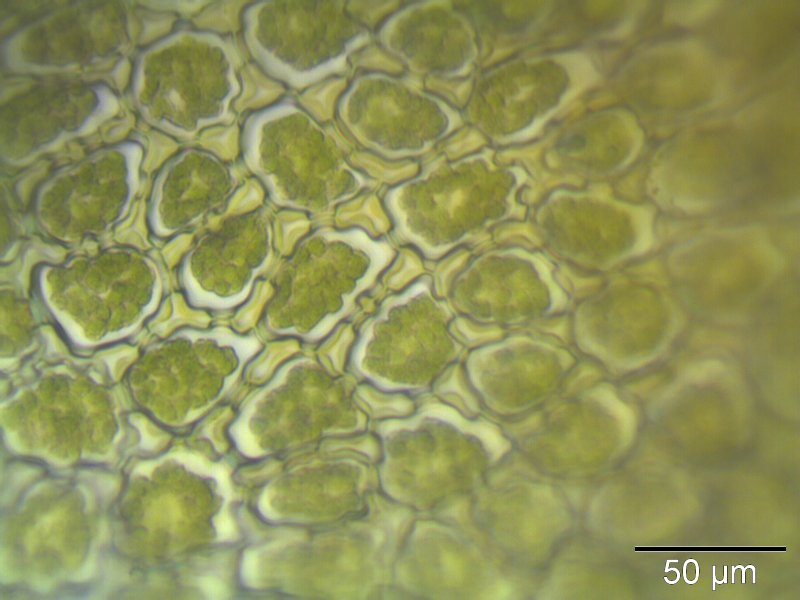
Laminazellen bei 400-facher Vergrößerung

## Vorkommen
Das Behaarte Federchen-Lebermoos ist ein charakteristisches Moos der Heidevegetation von Sanddünenwäldern. Es wächst auch auf humoser Erde, in Nadelwäldern (insbesondere in Kiefern-Beständen) und Heiden. Selten kommt es auch auf moorigen Böden, an Baumbasen und auf kalkarmen Silikatgestein vor. In Deutschland ist es derzeit im Rückgang begriffen. Das Lebermoos kommt in den kühl-gemäßigten Zonen der Nordhalbkugel in ganz Europa, in Asien und in Teilen Nord-Amerikas vor. In Patagonien und Neuseeland gilt es wahrscheinlich als neophytisches Moos. Es kann bis über die Waldgrenze steigen.

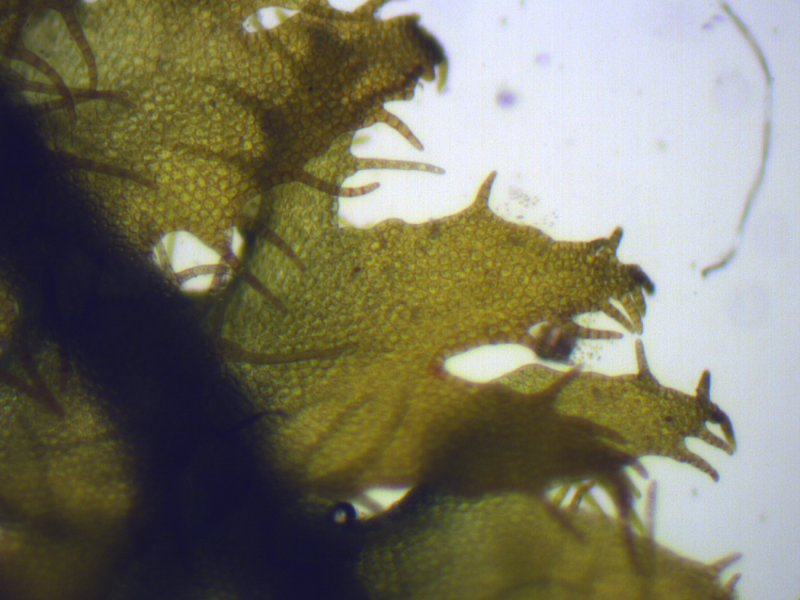
Blatt mit 3 gewimperten Blattlappen, mit 15 bis 20 Zellen am Lappengrund

## Merkmale
Das Behaarte Federchen-Lebermoos wächst in Rasen oder in ausgedehnten, flachen Decken. Die einzelnen Pflänzchen sind kupferfarben, braungrün bis hellgrün gefärbt und charakteristisch fiedrig verzweigt. Die Lappen der Blättchen weisen charakteristische, feine Haare auf, die an die Struktur von Federn erinnern sollen. Daher hat das Moos auch seine deutsche Bezeichnung erhalten. Die bis zu 8 cm langen Stämmchen sind relativ locker beblättert und weisen quer gestellte, oberschlächtige Flankenblätter auf, die etwa 2 mm lang werden und auf der Hälfte oder einem Drittel in zwei bis drei Lappen geteilt sind, die am Grunde 15 bis 20 Zellen aufweisen. Jeder Lappen besitzt charakteristische Wimpern, die etwa 0,3 mm lang sind und am Grund häufig zweizellreihig sind. Die quer gestellten Unterblätter sind etwas kleiner als die Flankenblätter und ebenfalls bewimpert. An der Spitze der Stämmchen sind oft Ölkörper vorhanden. Sporogone werden selten ausgebildet. Die Archegonien stehen dann am Ende der Hauptsprosse oder der Seitenzweige. Das eiförmige Perianth ist mehr oder minder tief gefaltet.